# Atletismo nos Jogos Europeus de 2019
As competições de atletismo nos Jogos Europeus de 2019 foram disputadas no Estádio Dínamo de Minsk, em Minsk, na Bielorrússia, entre 23 a 28 de junho de 2019. Foram disputados 10 eventos.

## Calendário
| Junho     | 21 | 22 | 23 | 24 | 25 | 26 | 27 | 28 | 29 | 30 |
| --------- | -- | -- | -- | -- | -- | -- | -- | -- | -- | -- |
| Atletismo |    |    | 8  |    | ●  | ●  |    | 1  |    |    |

|  | Dia de competição |  | Dia de final |

## Qualificação
A lista de qualificação foi baseada nos resultados do Campeonato Europeu de Equipes de 2017. Foram classificadas as 30 melhores equipes, sendo cada equipe composta por 23 atletas masculinos e femininos, incluindo reservas. A seguir as equipes participantes.
- GER Alemanha
- POL Polônia
- FRA França
- GBR Grã-Bretanha
- ESP Espanha
- UKR Ucrânia
- ITA Itália
- CZE Chéquia
- GRE Grécia
- SWE Suécia
- FIN Finlândia
- SUI Suíça
- BLR Bielorrússia (anfitrião)
- NED Países Baixos
- RUS Rússia
- TUR Turquia
- POR Portugal
- NOR Noruega
- ROU Romênia
- BEL Bélgica
- IRL Irlanda
- HUN Hungria
- SVK Eslováquia
- LTU Lituânia
- EST Estônia
- BUL Bulgária
- DEN Dinamarca
- SLO Eslovênia
- LAT Letônia
- CYP Chipre

No dia 23 de abril de 2019, a Comissão Organizadora anunciou que o programa DNA envolveria 24 das trinta equipas, tendo as outras seis manifestadas que não queriam participar. As nações ausentes foram.
- GBR Grã-Bretanha
- SWE Suécia
- FIN Finlândia
- NED Países Baixos
- NOR Noruega
- BEL Bélgica

## Medalhistas

### Masculino
| Evento                            | Ouro                             | Prata                            | Bronze                            |
| --------------------------------- | -------------------------------- | -------------------------------- | --------------------------------- |
| 100 metros detalhes               | Carlos Nascimento POR Portugal   | Ján Volko SVK Eslováquia         | Jak Ali Harvey TUR Turquia        |
| 110 metros com barreiras detalhes | Hassane Fofana ITA Itália        | Vital Parajonka BLR Bielorrússia | Konstantinos Duvalidis GRE Grécia |
| Salto em altura detalhes          | Maxim Nedasekau BLR Bielorrússia | Ilia Ivaniuk RUS Rússia          | Bohdan Bondarenko UKR Ucrânia     |

### Feminino
| Evento                            | Ouro                                 | Prata                                        | Bronze                                 |
| --------------------------------- | ------------------------------------ | -------------------------------------------- | -------------------------------------- |
| 100 m detalhes                    | Maja Mihalinec SLO Eslovênia         | Krystsina Tsimanouskaya BLR Bielorrússia     | Rafaéla Spanudaki-Jatziriga GRE Grécia |
| 100 metros com barreiras detalhes | Elvira Herman BLR Bielorrússia       | Hanna Plotitsyna UKR Ucrânia                 | Gréta Kerekes HUN Hungria              |
| Salto em comprimento detalhes     | Yelena Sokolova RUS Rússia           | Nastassia Mironchyk-Ivanova BLR Bielorrússia | Maryna Bej-Romanchuk UKR Ucrânia       |
| Lançamento de dardo detalhes      | Tatsiana Jaladovich BLR Bielorrússia | Yekaterina Staryguina RUS Rússia             | Madara Palameika LAT Letônia           |

### Misto
| Evento                      | Ouro                                                                        | Prata                                                                     | Bronze                                                                     |
| --------------------------- | --------------------------------------------------------------------------- | ------------------------------------------------------------------------- | -------------------------------------------------------------------------- |
| 4 × 400 m detalhes          | Danylo Danylenko Tetiana Melnyk Olexi Pozdniakov Anna Ryzhykova UKR Ucrânia | Jan Tesař Barbora Malíková Lada Vondrová Michal Desenský CZE Chéquia      | Ricardo dos Santos Cátia Azevedo Rivinilda Mentai João Coelho POR Portugal |
| Revezamento medley detalhes | Yevhen Hutsol Olha Liakhova Olexi Pozdniakov Yana Kachur UKR Ucrânia        | Filip Sasínek Diana Mezuliáníková Patrik Šorm Marcela Pírková CZE Chéquia | Riccardo Tamassia Irene Baldessari Giusepe Leonardi Giulia Riva ITA Itália |

### Equipe
| Evento                     | Ouro | Prata | Bronze |
| -------------------------- | --- | --- | --- |
| Evento por equipe detalhes | Maryna Bekh-Romanchuk Bohdan Bondarenko Bohdan Chornomaz Danylo Danylenko Hanna Hatsko-Fedusova Yevhen Hutsol Yana Kachur Alina Lohvynenko Olha Lyakhova Tetyana Melnyk Oleh Myronets Hanna Plotitsyna Oleksiy Pozdnyakov Nataliya Pryshchepa Andriy Protsenko Anna Ryzhykova Stanislav Senyk Artem Shamatrin Serhiy Smelyk Hrystyna Stuy Krystyna Hryshutyna UKR Ucrânia | Marina Arzamasova Daryia Barysevich Stanislau Darahakupets Elvira Herman Maksim Hrabarenka Siarhei Karpau Yuliya Kastsiuchkova Tatsiana Khaladovich Aliaksei Lazarau Marina Mikhan Nastassia Mironchyk-Ivanova Krystsina Muliarchyk Maksim Nedasekau Vitali Parakhonka Andrei Skabeika Yan Sloma Krystsina Tsimanouskaya Aliaksandr Vasileuski Ihar Zubko Ruslana Rashkavan Viyaleta Skvartsova BLR Bielorrússia | Melanie Bauschke Maximilian Bayer Annika Fuchs Maximilian Grupen Franziska Hofmann Christoph Kessler Marc Koch Majtie Kolberg Pernilla Kramer Arne Leppelsack Sina Mayer Karolina Pahlitzsch Michael Pohl Corinna Schwab Oskar Schwarzer Johannes Trefz Falk Wendrich Viktoria Dönicke Julia Gerter Tobias Potye Sarah Schmidt GER Alemanha |

## Quadro de medalhas
| Ordem | País             | Medalha de ouro | Medalha de prata | Medalha de bronze |    |
| ----- | ---------------- | --------------- | ---------------- | ----------------- | -- |
| 1     | BLR Bielorrússia | 3               | 4                |                   | 7  |
| 2     | UKR Ucrânia      | 3               | 1                | 2                 | 6  |
| 3     | RUS Rússia       | 1               | 2                |                   | 3  |
| 4     | ITA Itália       | 1               |                  | 1                 | 2  |
|       | PRT Portugal     | 1               |                  | 1                 | 2  |
| 6     | SVN Eslovênia    | 1               |                  |                   | 1  |
| 7     | CZE Chéquia      |                 | 2                |                   | 2  |
| 8     | SVK Eslováquia   |                 | 1                |                   | 1  |
| 9     | GRC Grécia       |                 |                  | 2                 | 2  |
| 10    | DEU Alemanha     |                 |                  | 1                 | 1  |
|       | HUN Hungria      |                 |                  | 1                 | 1  |
|       | LVA Letônia      |                 |                  | 1                 | 1  |
|       | TUR Turquia      |                 |                  | 1                 | 1  |
| TOTAL | TOTAL            | 10              | 10               | 10                | 30 |